# Bán hàng cá nhân

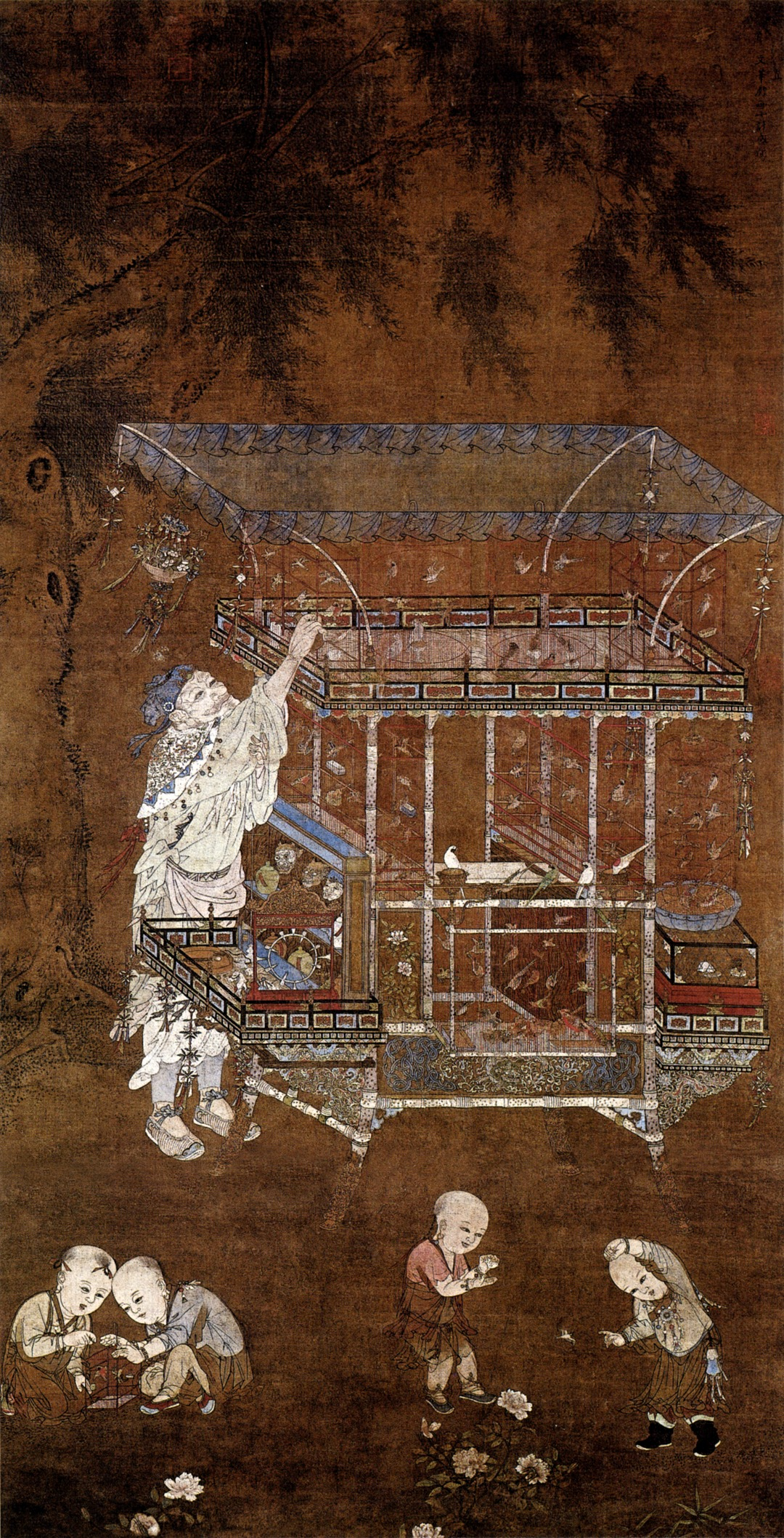
Người bán rong Ji Sheng, Thế kỷ XIII ở Trung Quốc

Bán hàng cá nhân xảy ra khi đại diện bán hàng gặp gỡ khách hàng tiềm năng với mục đích giao dịch bán hàng. Nhiều đại diện bán hàng dựa vào quy trình bán hàng tuần tự thường bao gồm chín bước. Một số đại diện bán hàng phát triển các kịch bản cho một phần hoặc tất cả quy trình bán hàng. Quy trình bán hàng có thể được sử dụng trong các cuộc gặp mặt trực tiếp và tiếp thị qua điện thoại.

## Định nghĩa
Bán hàng cá nhân có thể được định nghĩa là "quá trình giao tiếp trực tiếp giữa nhân viên bán hàng và khách hàng tiềm năng, trong đó trước đây tìm hiểu nhu cầu của khách hàng và tìm cách đáp ứng nhu cầu đó bằng cách cung cấp cho khách hàng cơ hội mua thứ gì đó có giá trị, chẳng hạn như hàng hóa hoặc dịch vụ." Thuật ngữ này cũng có thể được sử dụng để mô tả một tình huống mà một công ty sử dụng lực lượng bán hàng là một trong những cách chính để giao tiếp với khách hàng.

## Lịch sử tóm tắt
Các hình thức trao đổi sớm nhất liên quan đến các hệ thống đổi hàng. Tuy nhiên, sự ra đời của đồng tiền cho phép quá trình trao đổi diễn ra hiệu quả hơn và trên một khoảng cách lớn hơn nhiều. Các tài liệu tham khảo sớm nhất về việc bán hàng, liên quan đến trao đổi bằng tiền xu, đến từ Herodotus, người lưu ý rằng "Người Lydian là những người đầu tiên chúng ta biết sử dụng tiền bạc và bạc và giới thiệu giao dịch bán lẻ."  Điều này ngụ ý rằng việc mua bán, có nguồn gốc từ thế kỷ thứ VII trước Công nguyên, trong khu vực hiện nay được gọi là Thổ Nhĩ Kỳ. Từ đó, bán hàng lan dọc theo Địa Trung Hải, và sau đó lan tỏa khắp thế giới văn minh.
Các nhà triết học thuộc trường phái Socratic bày tỏ một số lo ngại về loại hình bán hàng mới trong khoảng thế kỷ thứ IV trước Công Nguyên. Bài bình luận của họ chủ yếu liên quan đến sự gián đoạn tiềm tàng của các khía cạnh xã hội hơn trong bán hàng. Các hình thức trao đổi truyền thống khuyến khích một quan điểm xã hội - nhấn mạnh đến các liên kết xã hội đã hợp nhất các thành viên của một xã hội. Ví dụ, trong thời gian hạn hán hoặc nạn đói, các cá nhân được chia sẻ trong hoàn cảnh của hàng xóm của họ. Tuy nhiên, sự ra đời của hình thức bán hàng mới này đã khuyến khích tập trung vào cá nhân như vậy trong thời gian khan hiếm, người bán đã tăng giá.
Trong thời Trung cổ, thương mại trải qua những thay đổi lớn. Giao dịch nội địa hóa dựa trên các hệ thống trao đổi và trao đổi giao dịch được chuyển đổi từ từ khi giao thông được cải thiện và các thị trường địa lý mới đã được mở. Từ thế kỷ XI, Thập tự chinh đã giúp mở ra các tuyến thương mại mới ở vùng Cận Đông, trong khi nhà thám hiểm và thương gia, Marco Polo kích thích sự quan tâm ở Viễn Đông trong thế kỷ XII và XIII. Các thương gia thời trung cổ bắt đầu kinh doanh các món hàng hóa kỳ lạ được nhập từ những vùng đất xa xôi bao gồm gia vị, rượu vang, thực phẩm, lông thú, vải mịn, đặc biệt là tơ tằm, thủy tinh, đồ trang sức và nhiều hàng xa xỉ khác. Khi thương mại giữa các quốc gia hoặc khu vực tăng lên, mạng lưới thương mại trở nên phức tạp hơn và các dạng thương gia cũng đa dạng hơn. Trong thế kỷ mười ba, các doanh nghiệp châu Âu trở nên lâu dài hơn và có thể duy trì các thương gia ít vận động trong một văn phòng tại nhà và một hệ thống các đại lý hoạt động ở các thị trường địa lý khác nhau. Trao đổi thường được tiến hành độc lập, thay vì trực tiếp.
Các thương nhân địa phương và những người bán hàng rong tiếp tục cung cấp những nhu cầu cơ bản, nhưng các cửa hàng bán lẻ cố định dần dần nổi lên từ thế kỷ XIII, đặc biệt là ở các thành phố đông dân. Vào thế kỷ XVII, các cửa hàng cố định với giờ giao dịch thường xuyên hơn đã bắt đầu thay thế các thị trường và hội chợ, trở thành nơi bán lẻ chính. Các chủ cửa hàng tỉnh lẻ đã hoạt động ở hầu hết các thị trấn ở Anh. Những người bán hàng này đã bán rất nhiều loại hàng hóa phổ thông, giống như một cửa hàng tổng hợp hiện nay.
Các nhà kinh doanh lớn liên quan đến nhập khẩu và xuất khẩu thường cung cấp các dịch vụ bổ sung bao gồm tài chính, bốc dỡ dàng hóa, phân loại và chấp nhận rủi ro. Vào thế kỷ XVII, công chúng bắt đầu có sự phân biệt giữa hai loại thương nhân; thương nhân địa phương (tiếng Hà Lan: meerseniers) là những người thợ làm bánh, người bán thực phẩm, người bán sản phẩm sữa và chủ quầy hàng trong chợ,... và nhà buôn (Dutch: koopman) để mô tả một tầng lớp  thương nhân mới nổi lên xử lý hàng hóa hoặc tín dụng quy mô lớn. Với sự nổi lên của một tầng lớp thương gia châu Âu, sự khác biệt này là cần thiết để tách giao dịch hàng ngày mà dân chúng hiểu được từ tầng lớp thương nhân đang hoạt động trên một thế giới và được xem là khá xa với kinh nghiệm hàng ngày.
Vào thế kỷ XVIII nước Anh, những ngôi nhà công nghiệp lớn, như Wedgewood, đã bắt đầu sản xuất hàng loạt một số mặt hàng như đồ gốm và gốm sứ và cần một hình thức phân phối hàng loạt cho sản phẩm của họ. Một số người bán rong đã được các nhà sản xuất công nghiệp này sử dụng để hoạt động như một loại đại diện bán hàng du lịch, gọi các cửa hàng bán lẻ và bán sỉ để bán hàng. Ở Anh, những người bán rong này được gọi là người đàn ông Manchester vì sự phổ biến của việc thực tế trong việc bán vải bông được sản xuất tại Manchester. Được thuê bởi một nhà máy hoặc một doanh nhân, họ bán hàng từ cửa hàng đến cửa hàng thay vì bán tận nhà và do đó hoạt động như một loại người bán sỉ hoặc trung gian phân phối. Họ là tiền thân của đại diện bán hàng tại địa chỉ khách hàng.

## Vai trò và tình huống bán hàng
Hoạt động bán hàng có thể xảy ra trong nhiều tình huống. Nhân viên bán hàng tại địa chỉ của khách hàng gọi khách hàng, thường là khách hàng doanh nghiệp; đội ngũ bán hàng tận nhà cho các hộ gia đình, nhân viên bán hàng có thể làm việc trong môi trường bán lẻ hoặc bán buôn nơi nhân viên bán hàng gặp khách hàng để xử lý đơn đặt hàng hoặc bán hàng có thể xảy ra trong môi trường tiếp thị qua điện thoại nơi người bán hàng thực hiện cuộc gọi điện thoại đến khách hàng tiềm năng. Xét về số lượng giao dịch, phần lớn xảy ra ở cấp độ bán lẻ; nhưng xét về mặt giá trị, hầu hết việc bán hàng xảy ra ở cấp độ doanh nghiệp đến doanh nghiệp cao cấp.
Có thể xác định các loại vai trò bán hàng khác nhau:
- Người tiếp nhận đơn hàng (Order taker) đề cập đến việc bán hàng xảy ra chủ yếu ở cấp độ bán buôn hoặc bán lẻ. Xử lý đơn hàng liên quan đến việc xác định nhu cầu của khách hàng, hướng tới loại hàng hóa đáp ứng nhu cầu của khách hàng và hoàn thành đơn đặt hàng.[14]
- Người tạo ra nhu cầu đặt hàng (Order getter) đề cập đến hoạt động bán hàng tại địa chỉ của khách hàng nơi đại diện bán hàng chuyển đến nhà hoặc nơi làm việc của khách hàng để trình bày bán hàng nhằm giành được công việc kinh doanh mới hoặc duy trì quan hệ với khách hàng hiện tại.[15]
- Bán hàng thông qua hoạt động tư vấn đào tạo (Missionary selling) thường được coi là vai trò hỗ trợ bán hàng. Người bán hàng thông qua hoạt động tư vấn đào tạo phân phối thông tin về sản phẩm hoặc dịch vụ, mô tả các thuộc tính sản phẩm và để nguyên vật liệu nhưng không thường chốt bán hàng. Người bán hàng thông qua hoạt động tư vấn đào tạo thường chuẩn bị đường cho một người bán hàng tại địa chỉ khách hàng. Ví dụ, đại diện bán hàng dược phẩm có thể gọi bác sĩ và để lại mẫu, thông tin về nhà sản xuất như kết quả thử nghiệm lâm sàng, bản sao các bài báo liên quan, v.v. trong nỗ lực thuyết phục bác sĩ kê đơn thuốc hoặc quá trình điều trị.
- Gọi điện ngẫu nhiên (Cold calling) liên quan đến một tình huống khi một đại diện bán hàng điện thoại hoặc truy cập một khách hàng mà không cần hẹn trước. Gọi điện ngẫu nhiên thường được coi là thách thức nhất trong các hoạt động bán hàng. Trong trường hợp gọi điện ngẫu nhiên, đại diện bán hàng có thể ý thức hơn về thời gian của khách hàng và có thể tìm cách ngưng tụ quy trình bán hàng bằng cách kết hợp phương pháp tiếp cận và bản trình bày bán hàng vào một bước duy nhất.[16]
- Bán hàng dựa trên mối quan hệ (Relationship selling) (còn được gọi là bán hàng tư vấn) đề cập đến thực tiễn bán hàng liên quan đến việc xây dựng và duy trì tương tác với khách hàng để tăng cường mối quan hệ lâu dài. Việc bán mối quan hệ thường liên quan đến phương pháp giải quyết vấn đề trong đó đại diện bán hàng đóng vai trò tư vấn và trở thành đối tác trong bài tập giải quyết vấn đề của khách hàng.[17] Bán hàng dựa trên mối quan hệ thường được tìm thấy trong các môi trường bán hàng công nghệ cao.

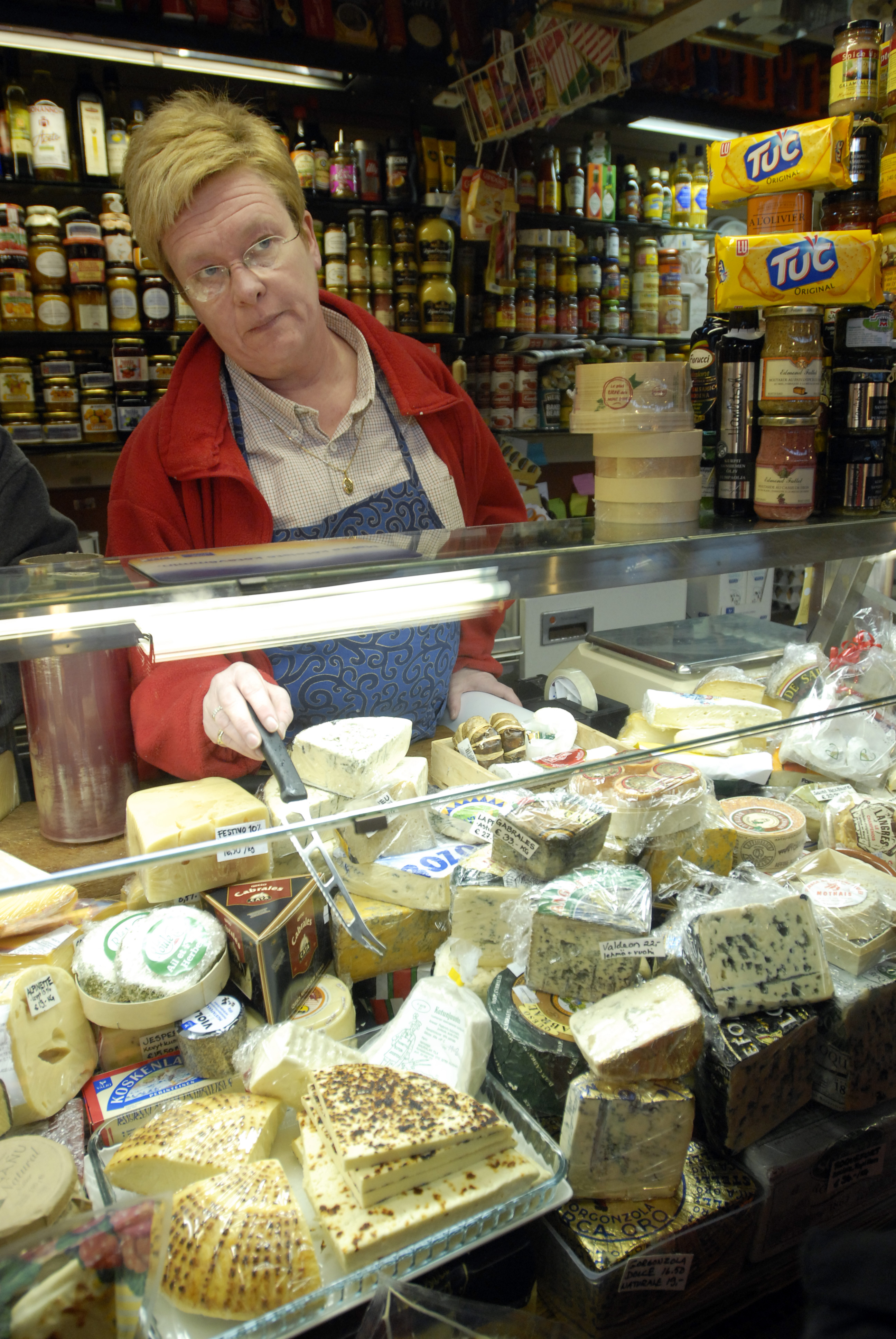
Một trợ lý bán hàng ở cửa hàng bán đồ ăn nấu sẵn đề nghị kiểm tra hương vị và cung cấp tư vấn chuyên gia về sản phẩm và cách sử dụng
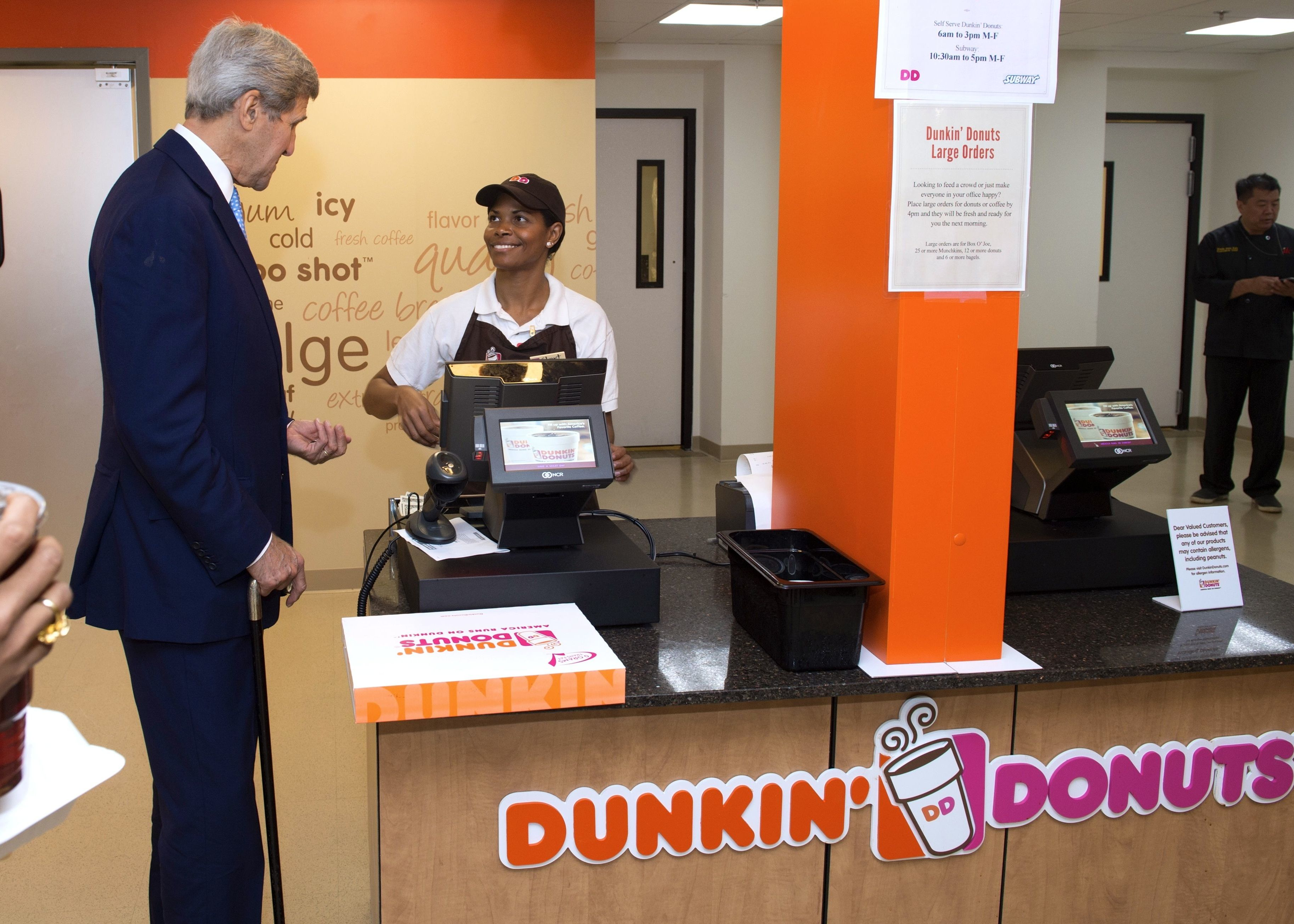
Một nhân viên phục vụ quầy thức ăn nhanh tham gia chủ yếu vào việc tiếp nhận đơn đặt hàng
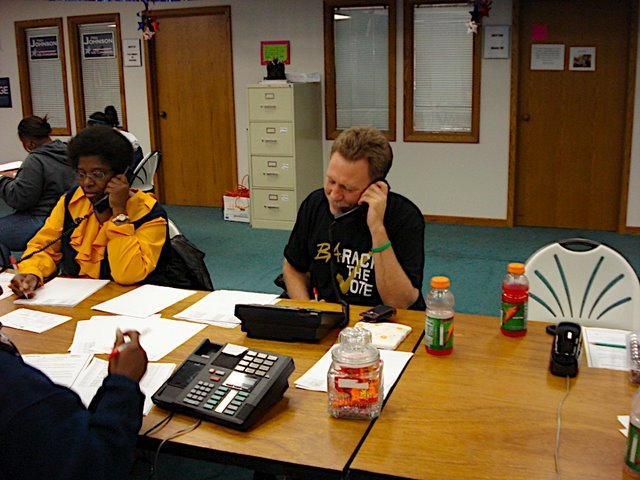
Trung tâm gọi điện chủ yếu tham gia vào việc gọi điện thoại ngẫu nhiên và làm việc từ các kịch bản được chuẩn bị sẵn
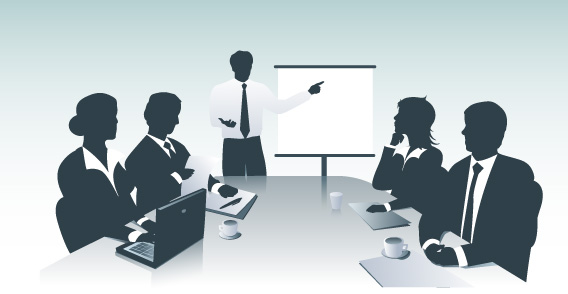
Việc bán hàng thông qua đào tạo xảy ra khi nhân viên bán hàng thuyết trình để giành được công việc kinh doanh mới
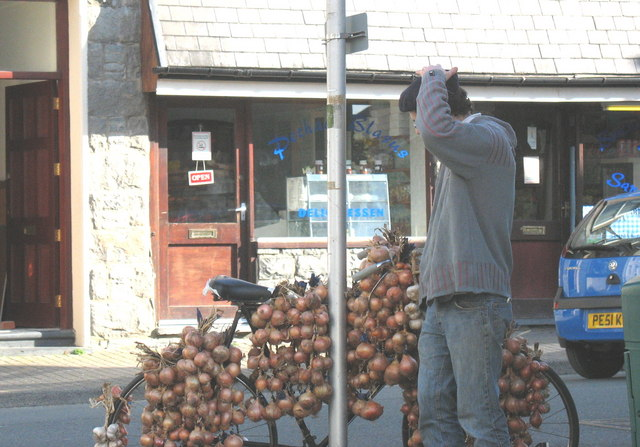
Người bán hành Breton với xe đạp đi khắp xứ Wales có thể gọi điện lạnh với khách hàng mới và bán dựa trên mối quan hệ với khách hàng hiện tại
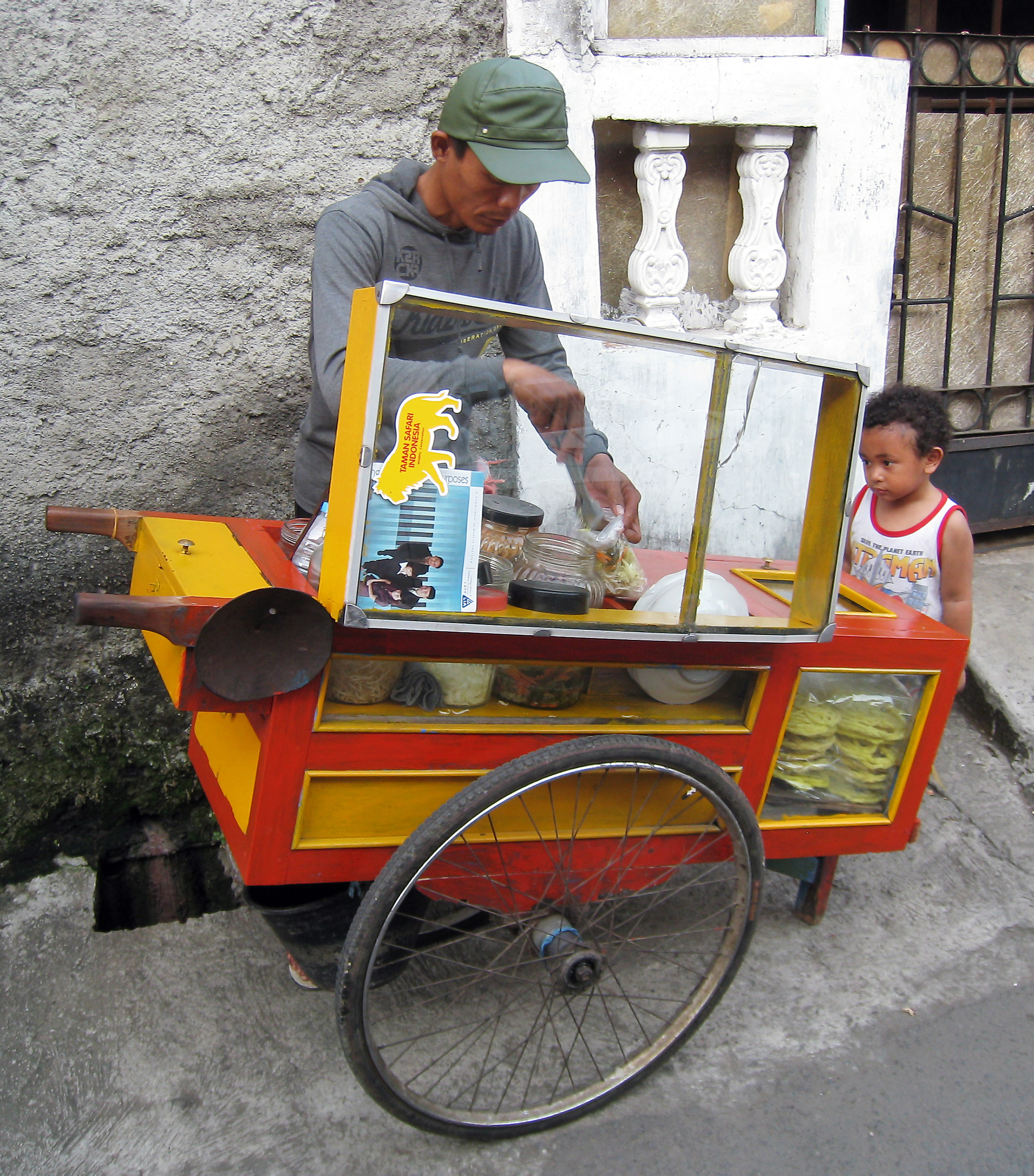
Một người bán hàng rong ở Indonesia đang bán hàng trực tiếp

## Quy trình bán hàng

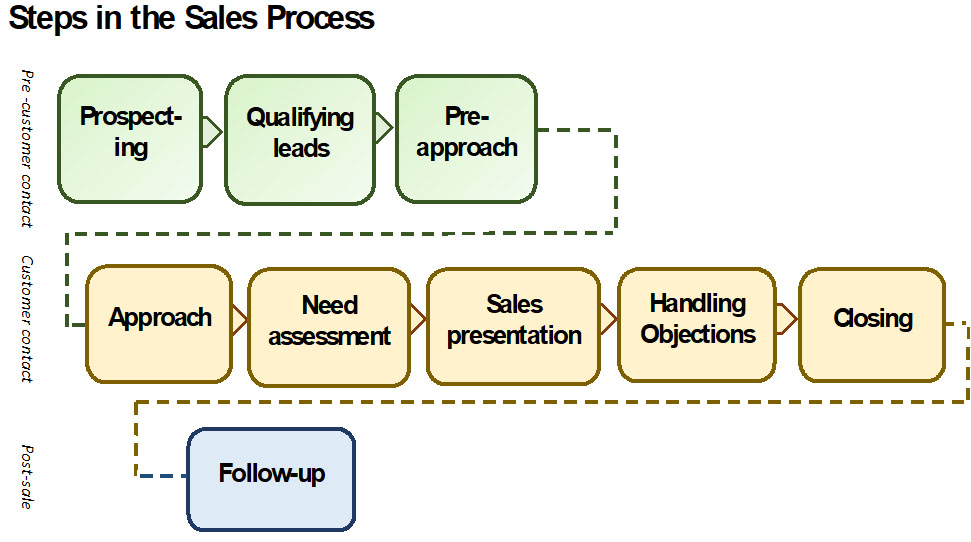
Các bước trong quy trình bán hàng

Văn bản đầu tiên để phác thảo các bước trong quy trình bán hàng được xuất bản vào năm 1918 bởi Norval Watkins. Các bước cơ bản, đã thay đổi chỉ một chút kể từ khi Watkins đề xuất lần đầu tiên là tìm kiếm, khảo sát, đánh giá khách hàng tiềm năng, tiếp cận, đánh giá nhu cầu, trình bày, đáp lại sự phản đối, chốt bán hàng và theo dõi.

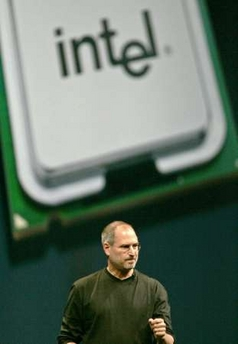
Steve Jobs đạng trình bày một trong những bài thuyết trình bán hàng ấn tượng nhất của ông

Khảo sát - Xác định khách hàng tiềm năng hoặc khảo sát xảy ra khi người bán hàng tìm cách xác định khách hàng tiềm năng hoặc triển vọng bán hàng (nghĩa là những người có khả năng ở trong thị trường cho ưu đãi). Để xác định khách hàng tiềm năng, đại diện bán hàng có thể sử dụng nhiều nguồn khác nhau như danh bạ doanh nghiệp (cho khách hàng doanh nghiệp), cơ sở dữ liệu thương mại hoặc danh sách gửi thư hoặc chỉ cần xem các hồ sơ nội bộ như danh sách khách hàng đã hết hạn. Mục tiêu của khách hàng tiềm năng là tăng khả năng nhân viên bán hàng dành thời gian cho khách hàng tiềm năng có quan tâm đến sản phẩm hoặc dịch vụ.
Các khách hàng tiềm năng đủ tiêu chuẩn - Sau khi xác định khách hàng tiềm năng, nhóm bán hàng phải xác định xem khách hàng tiềm năng có thể đại diện cho khách hàng tiềm năng thực sự hay không. Phần này của quy trình được gọi là khách hàng tiềm năng đủ điều kiện hoặc khách hàng tiềm năng có khả năng mua. Khách hàng tiềm năng đủ điều kiện là những người có nhu cầu về sản phẩm, khả năng thanh toán và sẵn sàng trả tiền cho sản phẩm và sẵn sàng liên hệ với nhân viên bán hàng.
Tiền tiếp cận – Đề cập đến quá trình chuẩn bị cho thuyết trình. Điều này bao gồm nghiên cứu khách hàng, lập kế hoạch mục tiêu, lên lịch cuộc hẹn và bất kỳ nhiệm vụ nào khác cần thiết để chuẩn bị cho bài thuyết trình bán hàng.
Tiếp cận — Đề cập đến giai đoạn khi nhân viên bán hàng gặp gỡ khách hàng ban đầu. Từ lần tiếp xúc đầu tiên để lại ấn tượng về người mua, hành vi chuyên nghiệp, bao gồm trang phục, bắt tay và tiếp xúc bằng mắt, được khuyên.
Đánh giá nhu cầu - Một thành phần quan trọng của bài thuyết trình bán hàng là đánh giá nhu cầu của khách hàng. Nhân viên bán hàng nên đánh giá khách hàng dựa trên nhu cầu cho sản phẩm. Đại diện bán hàng thường đặt câu hỏi được thiết kế để tiết lộ tình hình hiện tại của khách hàng tiềm năng, nguồn của bất kỳ vấn đề nào, tác động của vấn đề, lợi ích của giải pháp, trải nghiệm trước của khách hàng với thương hiệu hoặc danh mục, mức độ quan tâm chung của khách hàng tiềm năng và sẵn sàng mua. Trong trường hợp khách hàng doanh nghiệp, có thể cần phải xác định bất kỳ hạn chế nào về thẩm quyền mua hàng của khách hàng tiềm năng (ví dụ: hạn chế về tài chính).
Thuyết trình bán hàng - Khi nhân viên bán hàng biết nhu cầu, họ đã sẵn sàng cho bản trình bày. Đại diện bán hàng thường theo mô hình AIDA, cho phép họ dẫn dắt khách hàng tiềm năng thông qua các giai đoạn chuẩn của quy trình ra quyết định mua hàng. Các bước trong quy trình AIDA là thu hút sự chú ý (Attention) của khách hàng, kích thích Sở thích (Interest), tạo ra Mong muốn (Desire) và truyền cảm hứng cho Hành động (Action) (AIDA). Nhân viên bán hàng có thể thực hiện điều này thông qua trưng bày sản phẩm và thuyết trình giới thiệu sản phẩm thể hiện các tính năng, lợi thế và lợi ích của sản phẩm.
Xử lý phản đối - Sau khi trình bày, nhân viên bán hàng phải sẵn sàng xử lý bất kỳ phản đối nào. Những khách hàng quan tâm sẽ nói lên mối quan tâm của họ, thường là theo một trong bốn cách. Họ có thể đặt câu hỏi về giá hoặc giá trị của sản phẩm, bỏ qua sản phẩm / dịch vụ là không đầy đủ, tránh thực hiện cam kết mua hoặc từ chối vì yếu tố không xác định. Nhân viên bán hàng nên làm hết sức mình để dự đoán phản đối và tôn trọng họ.
Kết thúc - Khi nhân viên bán hàng cảm thấy rằng khách hàng tiềm năng đã sẵn sàng, họ sẽ tìm cách đạt được cam kết và kết thúc bán hàng. Nếu nhân viên bán hàng không chắc chắn về sự sẵn sàng mua của khách hàng tiềm năng, họ có thể xem xét sử dụng 'kết thúc thử nghiệm'. Nhân viên bán hàng có thể sử dụng một số kỹ thuật khác nhau để chốt bán hàng; bao gồm cả ‘kết thúc thay thế’, ‘kết thúc thận trọng’, ‘kết thúc tóm tắt’ hoặc ‘kết thúc ưu đãi đặc biệt’,...
Theo dõi – Cuối cùng, nhân viên bán hàng phải nhớ theo dõi sau khi việc bán hàng đã được ký kết. Theo dõi sẽ đảm bảo sự hài lòng của khách hàng và giúp thiết lập mối quan hệ với khách hàng.

## Kịch bản bán hàng

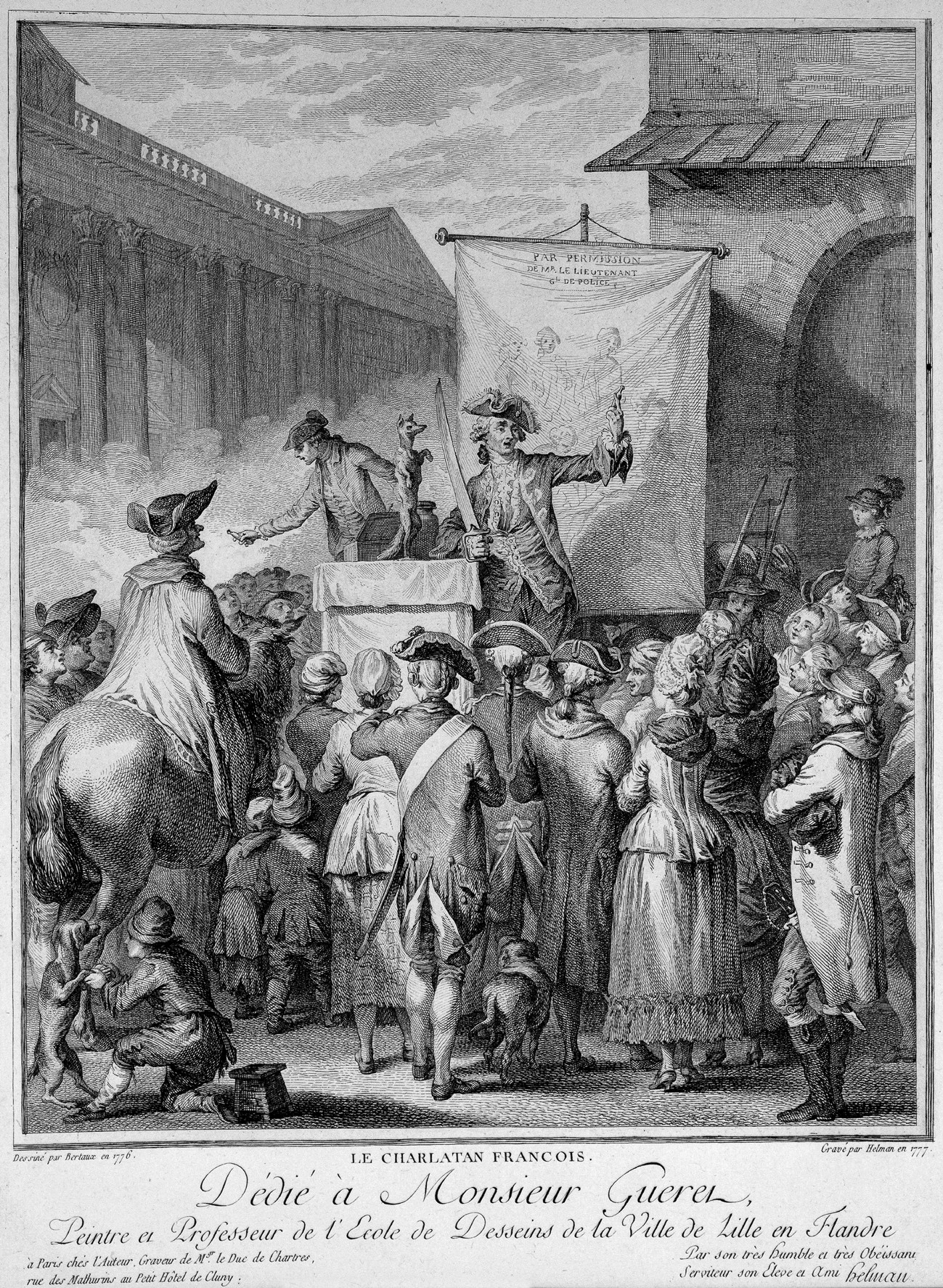
Trong lịch sử, người bán thuốc lưu động sử dụng các kịch bản viết chặt chẽ khiến khán giả phải mua

Việc sử dụng các kịch bản bán hàng bằng văn bản chặt chẽ đã được biết đến từ hàng trăm năm trước. Người bán thuốc lưu động đã sử dụng kịch bản bán hàng từ thế kỷ XVII - XVIII. Đại diện bán hàng có kinh nghiệm sớm nhận ra rằng các từ và cụm từ cụ thể có khả năng gợi ra các hành vi mong muốn đối với một bộ phận khách hàng tiềm năng. Nghiên cứu cũng có thể được thực hiện để xác định các từ / cụm từ hiệu quả nhất hoặc chuỗi từ / cụm từ tối ưu để sử dụng trong các kịch bản bán hàng hiệu quả. Một số nghiên cứu đã tập trung vào các loại sử dụng các kỹ thuật thuyết phục bằng lời nói có thể được sử dụng để thuyết phục các khách hàng tiềm năng như trao đổi thông tin, sử dụng các khuyến nghị, yêu cầu, lời hứa hoặc lời chúc mừng. Các nghiên cứu khác đã tập trung vào các kỹ thuật ảnh hưởng được sử dụng. Ví dụ nổi tiếng bao gồm:
Kỹ thuật Sập cửa trước mặt (DITF): nơi yêu cầu đích được trình bày như một sự nhượng bộ cho một yêu cầu ban đầu lớn không hợp lý
Kỹ thuật phá vỡ – rồi – điều chỉnh lại (DTR): nơi một kịch bản bán hàng thông thường bị gián đoạn bởi một phần tử kỳ quặc, tinh tế (tức là, một phần tử gây rối) và sau đó theo sau là một cụm từ thuyết phục kết thúc kịch bản (tức là "reframing")
Sau khi được xác định, những từ, cụm từ và kỹ thuật này có thể được sử dụng để tạo các kịch bản bán hàng hiệu quả cao được biết là hoạt động. Các kịch bản bán hàng hiệu quả nhất có thể được mã hóa và sử dụng bởi những người bán hàng khác hoặc trong đào tạo bán hàng.

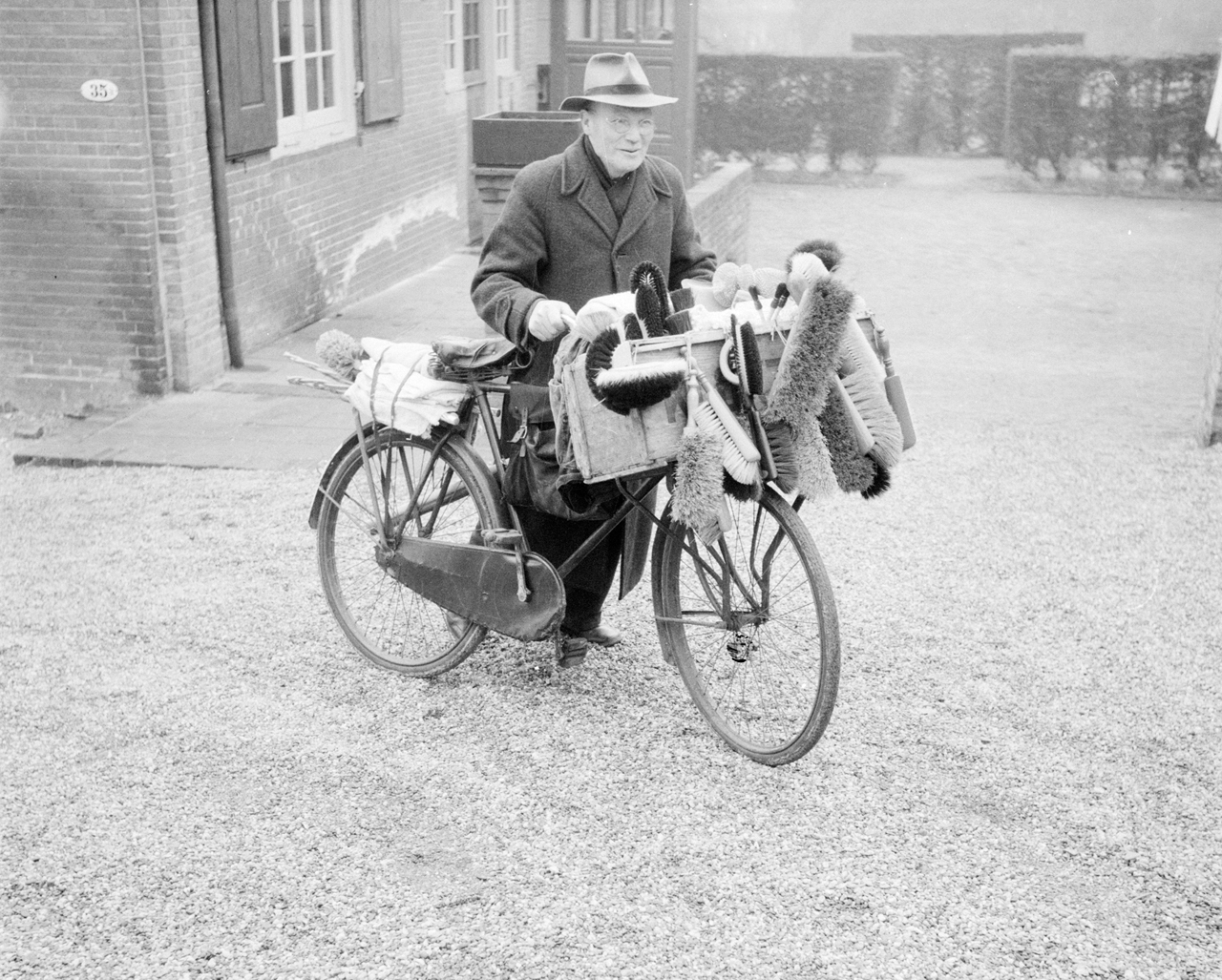
Một nhân viên bán hàng bàn chải và chiếc xe đạp của mình trong những năm 1950

Nhiều kịch bản bán hàng được thiết kế để chuyển khách hàng tiềm năng tuần tự thông qua các giai đoạn nhận thức, tình cảm và hành vi của quá trình quyết định mua hàng và được thiết kế xung quanh mô hình AIDA (chú ý → sở thích → mong muốn → hành động). Hầu hết các đại diện bán hàng bao gồm lời chào, kết thúc và kêu gọi hành động trong kịch bản của họ. Lời kêu gọi hành động (CTA) chỉ đơn giản là một hướng dẫn cho khách hàng tiềm năng được thiết kế để nhắc nhở phản hồi ngay lập tức. Nó thường liên quan đến việc sử dụng một mệnh lệnh thức như "thử ngay bây giờ" hoặc "tìm hiểu thêm." Các loại  lời kêu gọi hành động khác có thể cung cấp cho người tiêu dùng những lý do mạnh mẽ để mua ngay lập tức phiếu mua hàng đó chỉ có sẵn trong một khoảng thời gian giới hạn, ví dụ: 'Cổ phiếu có giới hạn có sẵn' hoặc một giao dịch đặc biệt thường kèm theo hạn chế về thời gian, ví dụ: 'Đặt hàng trước nửa đêm để nhận quà tặng miễn phí với đơn đặt hàng của bạn'. Chìa khóa cho lời gọi hành động mạnh mẽ là cung cấp cho người tiêu dùng những lý do thuyết phục để mua hàng kịp thời thay vì trì hoãn quyết định mua hàng.
Đại diện bán hàng cũng học cách nhận biết các tín hiệu bằng lời nói và không lời nói cụ thể có khả năng báo hiệu sự sẵn sàng của khách hàng tiềm năng để mua. Ví dụ: nếu khách hàng tiềm năng bắt đầu xử lý hàng hóa, điều này có thể cho biết trạng thái của người mua quan tâm. Khách hàng cũng có xu hướng sử dụng các loại câu hỏi khác nhau trong suốt quá trình bán hàng. Các câu hỏi thường gặp là, "Nó có ở bất kỳ màu nào khác (hay kiểu dáng) không? Chỉ cho thấy mức độ quan tâm vừa phải. Tuy nhiên, khi khách hàng bắt đầu đặt câu hỏi cụ thể, chẳng hạn như" Bạn có mô hình này bằng màu đen không? " cho thấy khách hàng tiềm năng đang sẵn sàng mua. Khi nhân viên bán hàng tin rằng người mua tiềm năng sẵn sàng thực hiện giao dịch mua, việc kết thúc thử có thể được sử dụng để kiểm tra vùng biển. Một thử nghiệm gần là chỉ đơn giản là bất kỳ nỗ lực để xác nhận sự quan tâm của người mua trong hoàn tất việc bán hàng. Một ví dụ về một thử nghiệm gần gũi, là "Bạn có yêu cầu đội ngũ của chúng tôi lắp đặt các đơn vị cho bạn không?" hoặc "Bạn có thể nhận hàng vào Thứ Năm tuần sau được không?"
Kịch bản bán hàng được sử dụng cho cả bán hàng chủ động tiếp cận khách hàng và khách hàng tự tìm đến. Các kịch bản bán hàng thường được sử dụng trong các cuộc gọi điện ngẫu nhiên, đặc biệt là các cuộc gọi điện thoại ngẫu nhiên như tiếp thị qua điện thoại (bán hàng chủ động tìm đến khách hàng) và cũng có thể được tìm thấy trong các trung tâm chăm sóc khách hàng (khách hàng tự tìm đến). Trong những trường hợp như vậy, kịch bản bán hàng có thể bị giới hạn trong một danh sách đơn giản về các điểm thảo luận mà nhân viên bán hàng sử dụng làm tài liệu tham khảo trong cuộc trò chuyện của họ với khách hàng tiềm năng.

### Các loại

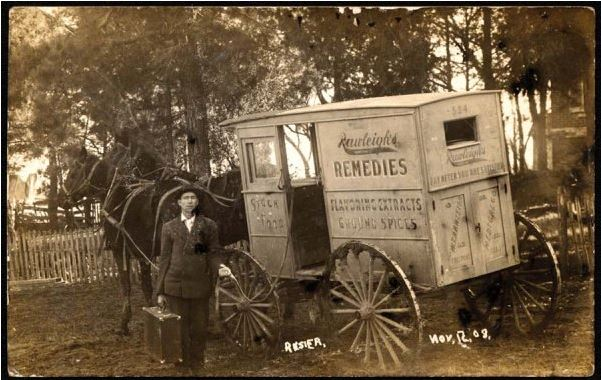
Đến năm 1915, ước tính 2.000 "người đàn ông Rawleigh" đã phân phối các sản phẩm Rawleigh trong khi tiếp xúc khoảng 20.000 khách hàng mỗi ngày

Một số quảng cáo chiêu hàng được viết hoàn toàn trong khi một số khác chỉ được viết một phần cho phép các đại diện bán hàng cá nhân linh hoạt để thay đổi bản trình bày theo đánh giá của họ về nhu cầu và sở thích của khách hàng. Tuy nhiên, các đại diện bán hàng hiệu quả nhất phát triển các kịch bản để xử lý các phản đối phổ biến và hầu như luôn có một vài kết thúc thử nghiệm khác nhau đóng trong tay.
Có ba loại kịch bản bán hàng được sử dụng rộng rãi:

#### Kịch bản được chỉ định
Các kịch bản được chỉ định là các kịch bản có tính chi tiết cao, chỉ định các cụm từ chính xác được sử dụng trong các tình huống nhất định. Các kịch bản được quy định được sử dụng rộng rãi trong nhiều bối cảnh bao gồm bán hàng trực tiếp, nghiên cứu thị trường, dịch vụ thức ăn nhanh.
Những ưu điểm chính của các kịch bản quy định là:
- có thể cho phép giao dịch nhanh chóng
- giao hàng thống nhất.

Những bất lợi chính của một kịch bản được chỉ định là:
- xu hướng giao hàng trở thành robot và thiếu tính xác thực

#### Kịch bản hướng mục tiêu
Kịch bản hướng mục tiêu linh hoạt hơn. Loại kịch bản này xác định mục tiêu cho từng loại giao dịch và cho phép nhân viên sử dụng cụm từ của riêng họ trong suốt cuộc gặp gỡ. Với điều kiện là nhân viên có một bức tranh rõ ràng về mục tiêu và mục đích, kịch bản hướng mục tiêu có thể xuất hiện tự nhiên và chân thực hơn. Tuy nhiên việc sử dụng các kịch bản hướng mục tiêu đòi hỏi nhân viên có kỹ năng giao tiếp tốt.

#### Phương pháp lai
Cách tiếp cận lai cung cấp sự lựa chọn trong một loạt các kịch bản. Cách tiếp cận này không được quy định cũng không hoàn toàn linh hoạt. Nó cung cấp một loạt các kịch bản mà từ đó nhân viên chọn một tùy chọn mà họ cảm thấy thoải mái.

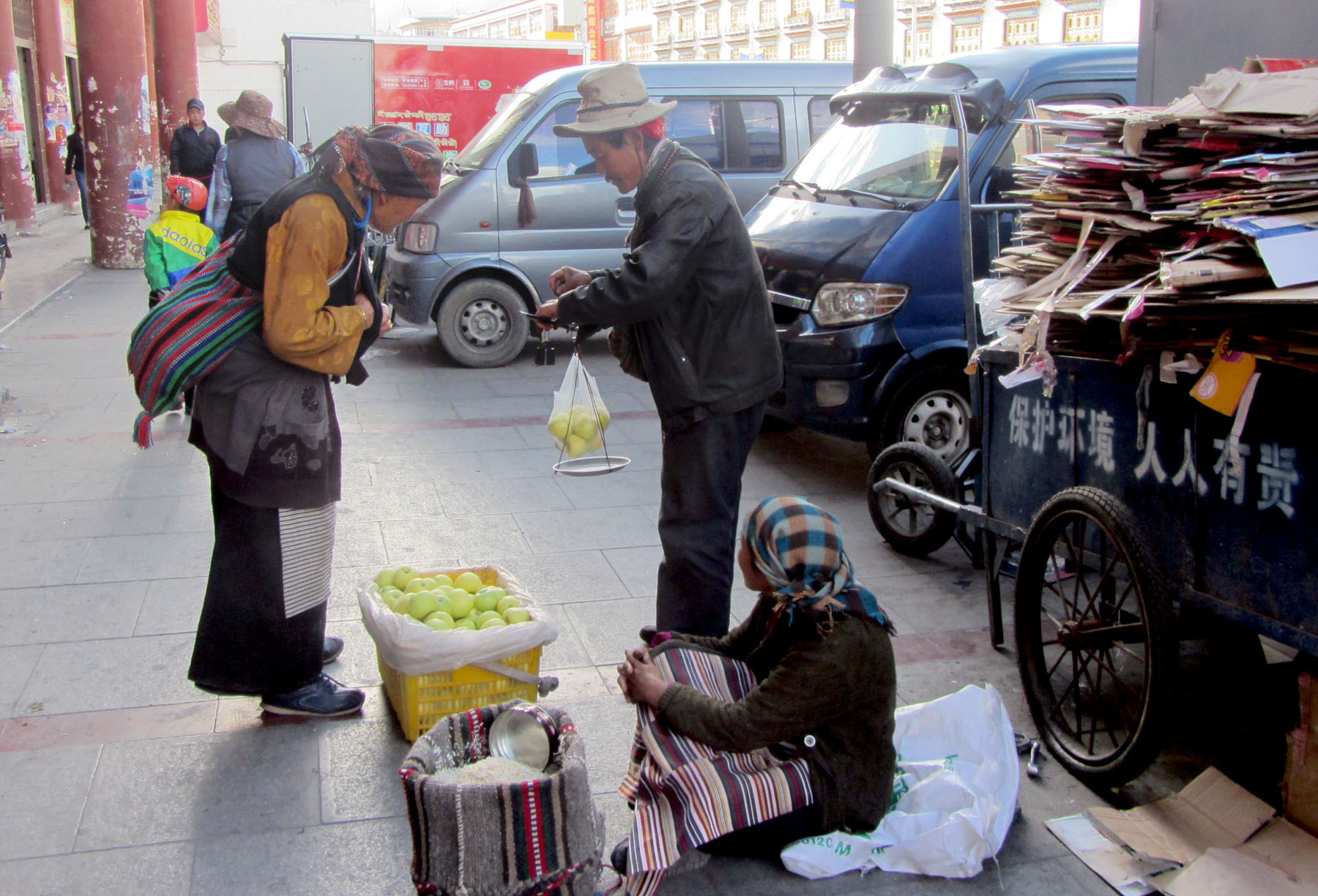
Người bán rong trên phố là một cảnh tượng tương đối phổ biến trên khắp Châu Á

### Các loại nhân viên bán hàng trực tiếp
- Arabber
- Bazaari
- Người bán trái cây và rau quả lòng lề đường
- Người bán hàng rong lòng lề đường
- Người buôn bán vặt vãnh
- Thương gia
- Người bán dạo

### Nhân viên bán hàng có ảnh hưởng và các Nhà lý thuyết bán hàng
- Dale Carnegie - tác giả và giảng viên; người đề xướng bán hàng, nói trước công chúng và tự hoàn thiện
- E. St. Elmo Lewis - nhân viên bán hàng cho NCR và nhà phát triển mô hình bán hàng AIDA
- Thomas J. Watson - nhân viên bán hàng tại NCR và Giám đốc điều hành của IBM; thường được mô tả là "người bán hàng vĩ đại nhất nước Mỹ"
- Walter Dill Scott - nhà tâm lý học và tác giả; đã viết một số cuốn sách về tâm lý bán hàng đầu thế kỷ XX
- William Thomas Rawleigh - người sáng lập công ty của Rawleigh với một trong những đội bán hàng du lịch lớn nhất tại Hoa Kỳ